# 楊美
楊 美（よう び、931年 - 978年）は、五代後漢から北宋にかけての武将。もとの名は光美。本貫は并州文水県。

## 経歴
容貌は美しく体格は雄偉で、武力にすぐれ、豪侠を自任していた。後漢の乾祐年間、郭威が李守貞・王景崇・趙思綰を討つにあたって、楊美は郭威の軍門を訪れて策を献じた。郭威は楊美と語りあって気に入り、幕下にとどめた。後周の広順元年（951年）、楊美は禁軍大校に累進し、柴栄の下で淮南に遠征して、功績により鉄騎都指揮使に抜擢され、白州刺史を兼ねた。
建隆元年（960年）、北宋が建てられると、楊美は内殿直都知となった。建隆3年（962年）、青州北海県が軍となると、楊美は北海軍使となった。乾徳2年（964年）、召還されたが、北海軍の民数百が宮殿を訪れて楊美の留任を求め、説得しても立ち去らなかったため、主導者を鞭打ってしりぞけた。楊美は馬歩軍都頭に転じた。後蜀の征討に参戦し、帰州路戦棹左右廂都指揮使となった。乾徳3年（965年）、後蜀が滅ぶと、内外馬歩軍副都軍頭に転じ、恩州団練使を兼ねた。開宝2年（969年）、端州防禦使となった。開宝6年（973年）、都軍頭を加えられ、宣州観察使を兼ねた。まもなく虎捷左右廂都指揮使に任じられ、河西軍節度を兼ねた。
開宝9年（976年）、党進と潘美が北漢を攻撃すると、楊美は行営馬軍都虞候となった。太平興国2年（977年）冬、保静軍節度使として出向した。太平興国3年（978年）夏、病のため官職を解任されて開封に帰った。太宗は内侍と道士の馬志を派遣して病状を診させ、医薬を届けさせた。まもなく、死去した。享年は48。侍中の位を追贈された。賜物や奉禄は親戚や旧知に分配し尽くしていたため、亡くなったときには家に財産といえるものが残されていなかった。

## 伝記資料
- 『宋史』巻273 列伝第32